# Dos en raya
Dos en raya es un cortometraje estrenado en 1988 dirigido por Pello Varela.
Fue rodado en Vitoria. 
El Ministerio de Cultura de España le otorgó cinco puntos artísticos por sus valores humanos, y fue seleccionado en el Festival de la Juventud de Gijón, en el Festival de  Alcalá de Henares y en el Festival de Cortometraje de Bilbao.
- Datos: Q5813748